# Barabás (prénom)
Pour les articles homonymes, voir Barabás.
Barabás est un prénom hongrois masculin.

## Équivalents
- Barabas en français.